# Roppenheim
Roppenheim – miejscowość i gmina we Francji, w regionie Grand Est, w departamencie Dolny Ren.
Według danych na rok 1990 gminę zamieszkiwało 808 osób, 117 os./km².

## Galeria

Roppenheim
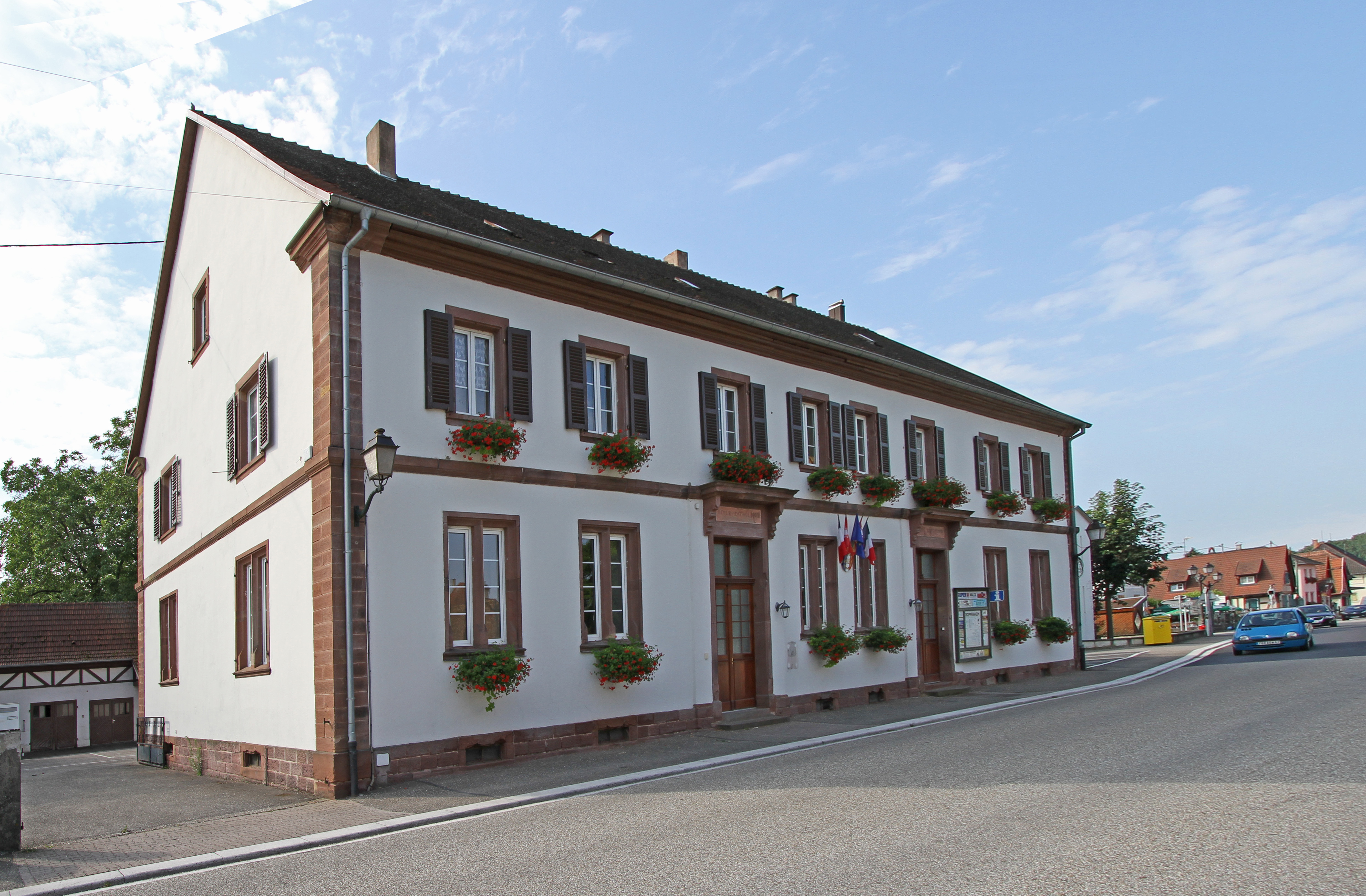
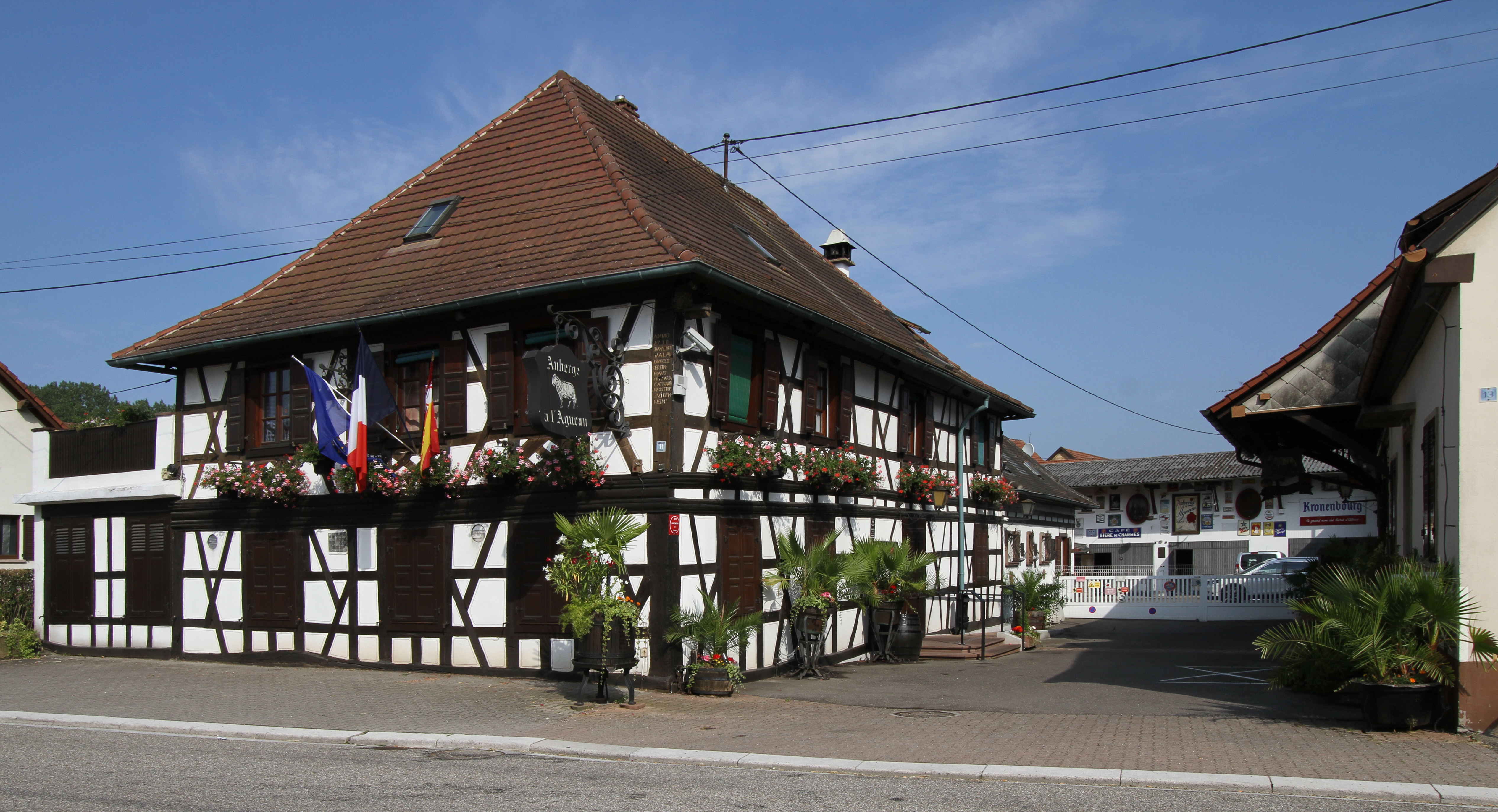
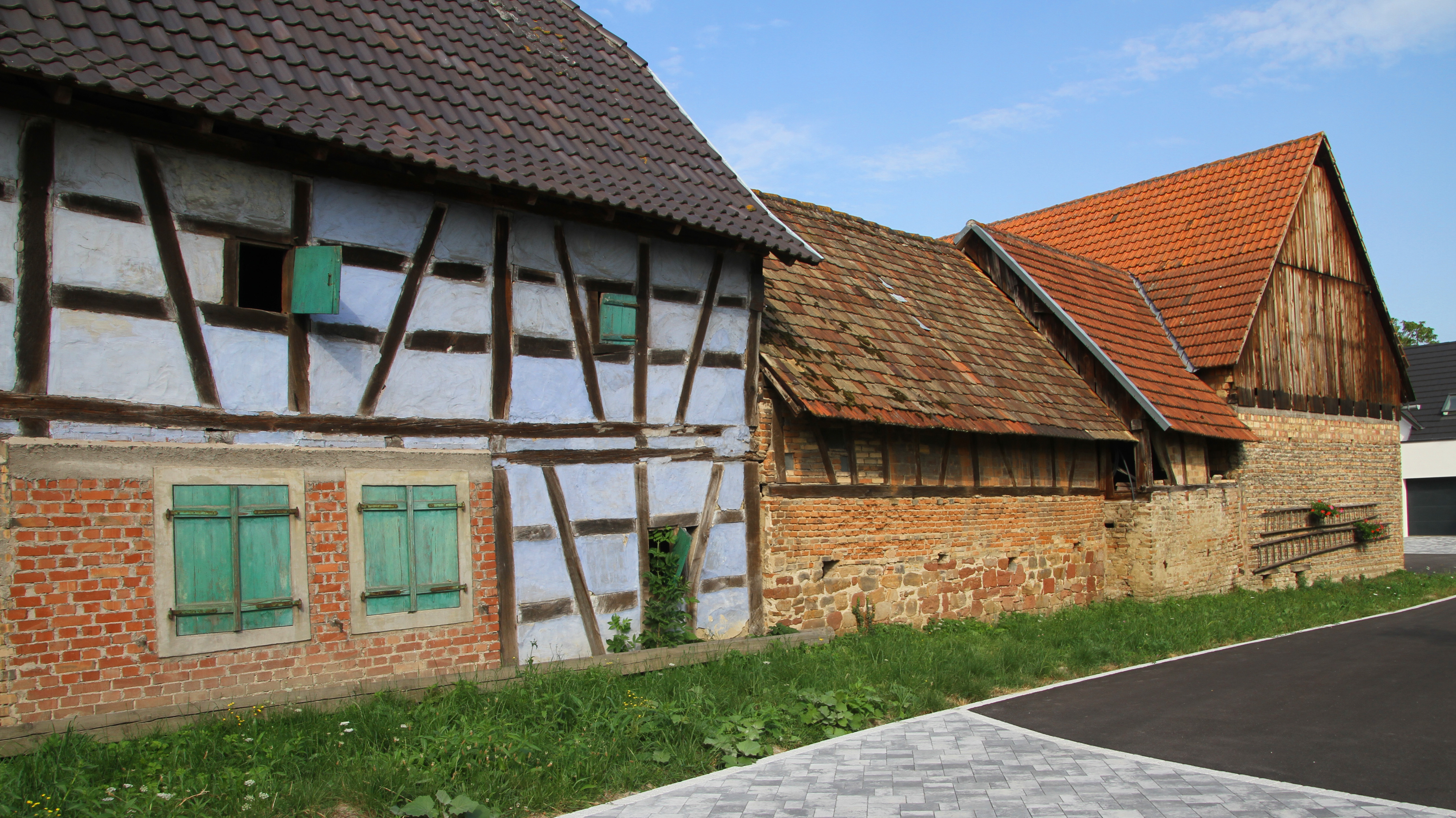
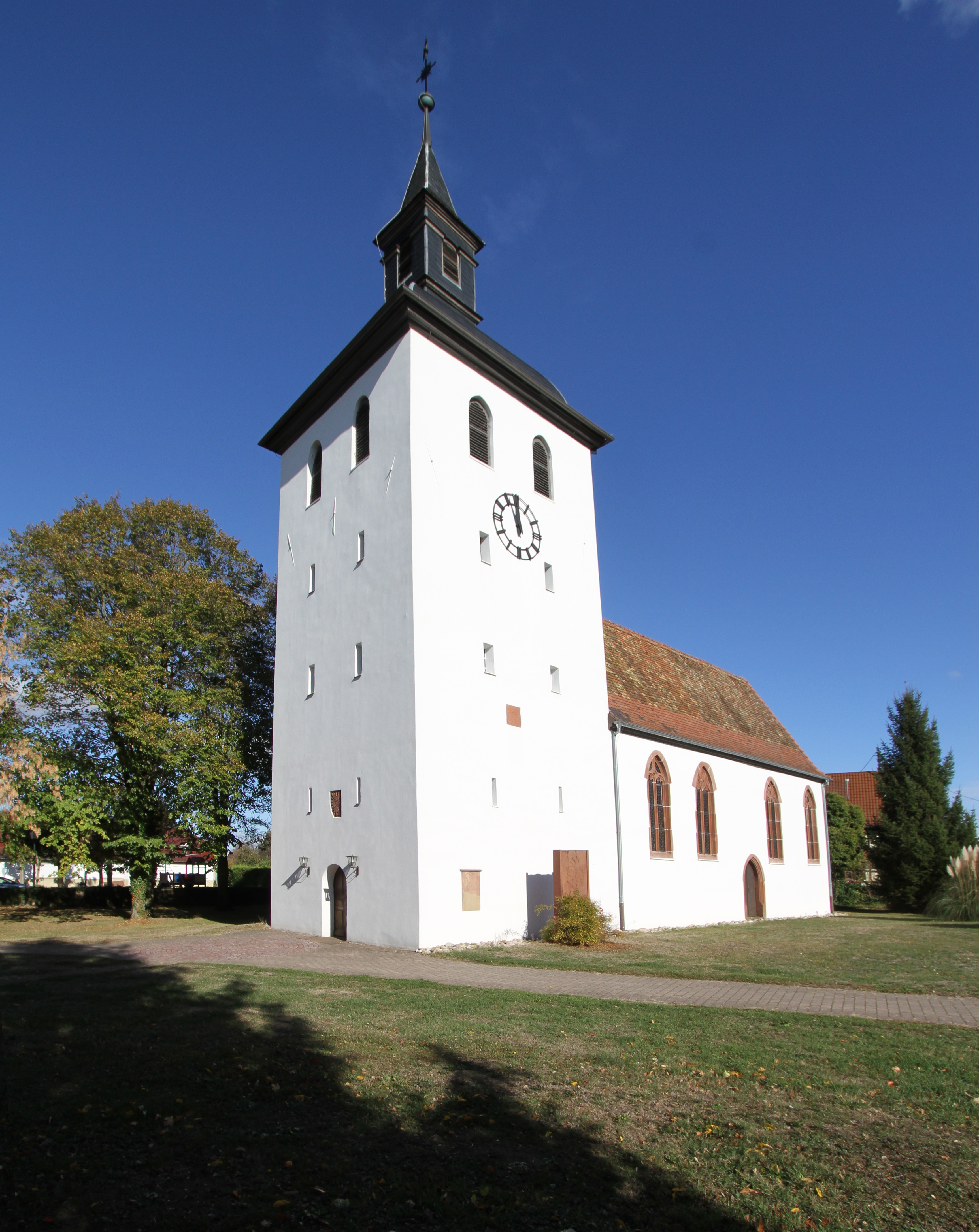
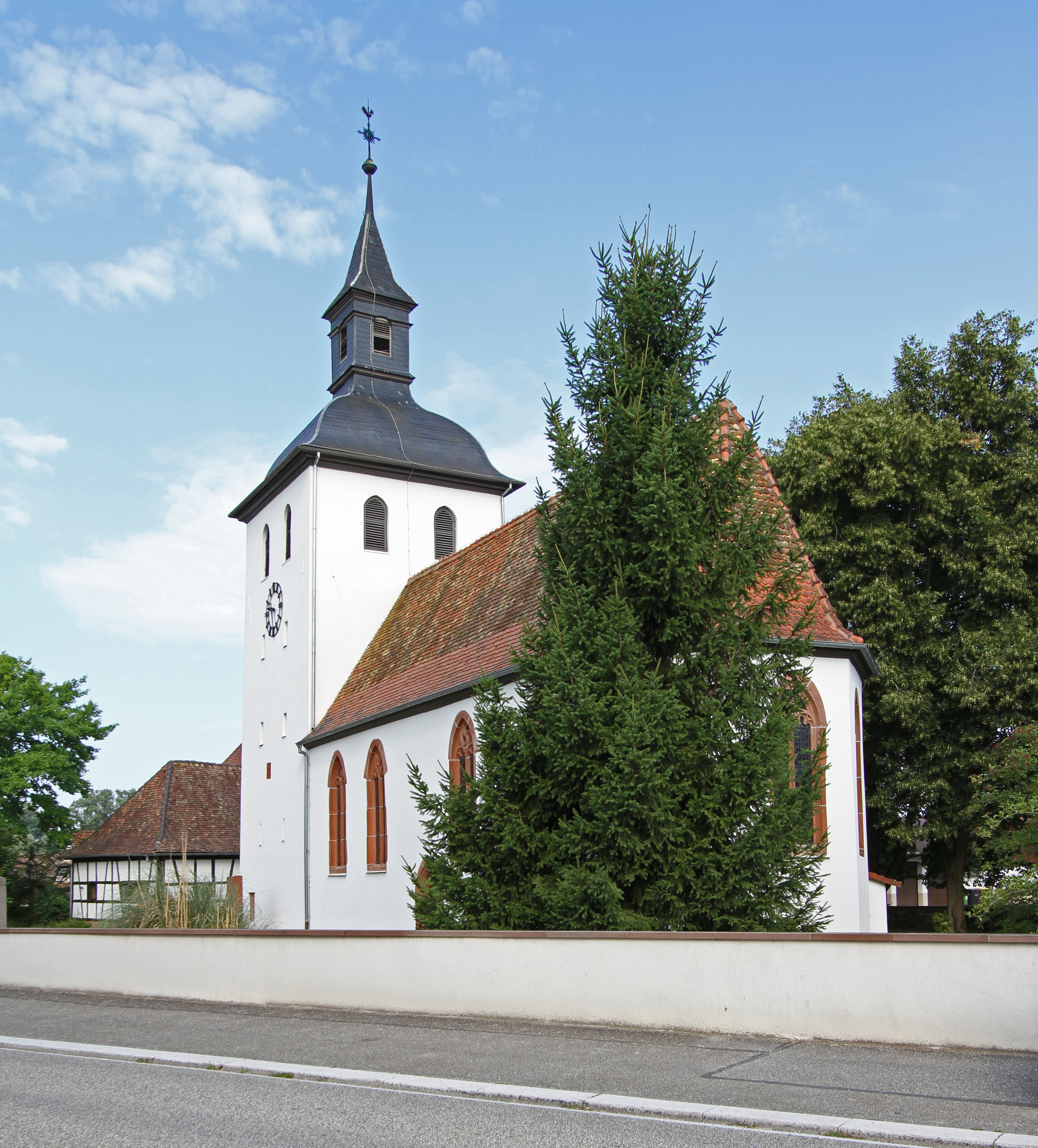
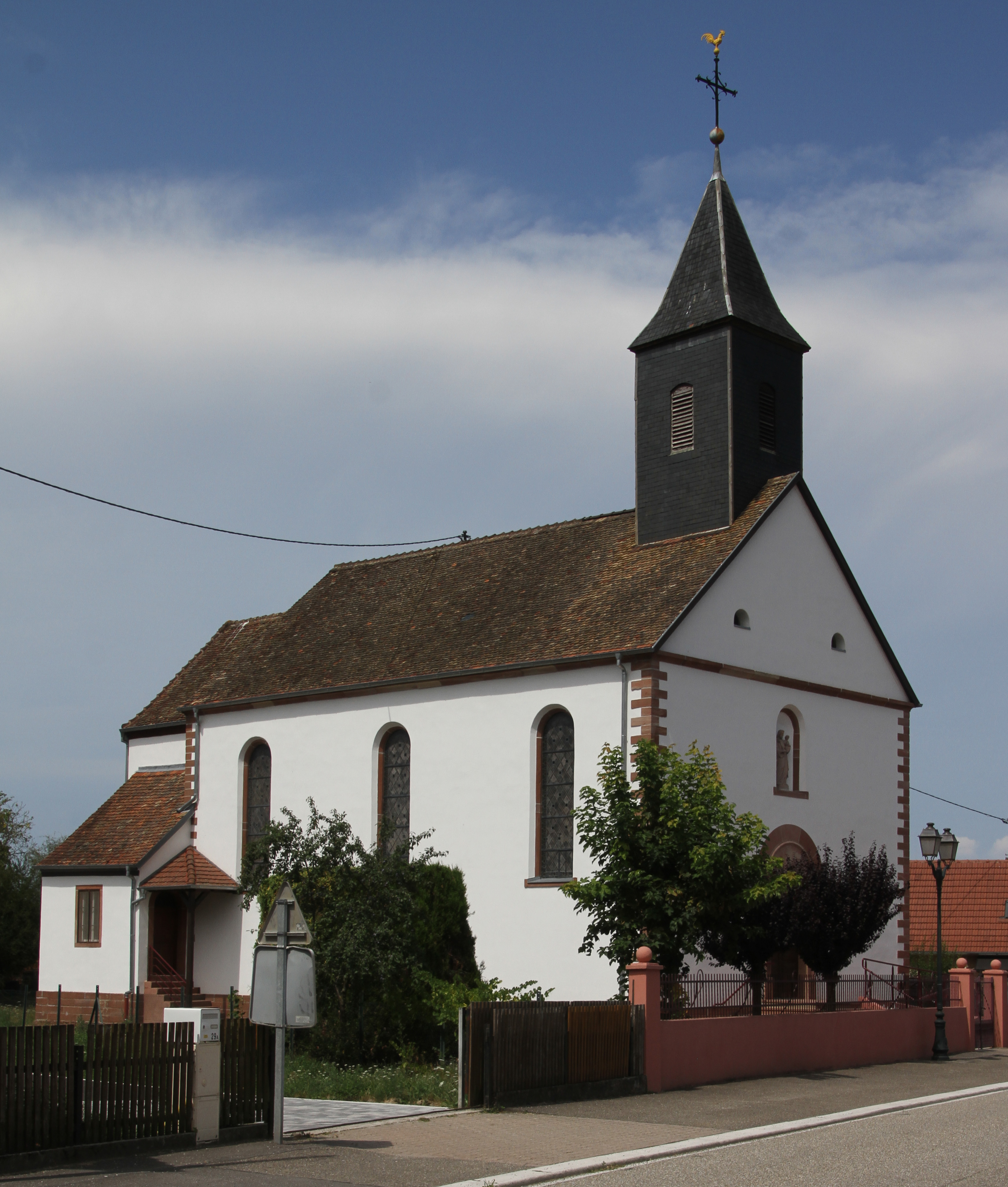